# KUWL
A KUWL a Wyomingi Egyetem tulajdonában álló ultrarövidhullámú rádióadó, amely a Wyoming Public Radio részeként dzsesszt sugároz; vételkörzete Laramie városa. Műsorideje napi 24 óra, óránként beolvassák a National Public Radio híreit. Az online is fogható csatornán az ismert előadók mellett feltörekvő zenészek műveit is játsszák.

## Fordítás
- Ez a szócikk részben vagy egészben  a   KUWL című angol Wikipédia-szócikk ezen változatának fordításán alapul.  Az eredeti cikk szerkesztőit annak laptörténete sorolja fel. Ez a jelzés csupán a megfogalmazás eredetét és a szerzői jogokat jelzi, nem szolgál a cikkben szereplő információk forrásmegjelöléseként.